# Feniks (fanzin)
Feniks – fanzin, kwartalnik literacko-krytyczny PSMF (Polskiego Stowarzyszenia Miłośników Fantastyki). W latach 1985–1986 wyszło osiem numerów, w tym jeden podwójny.
Pierwszy numer (za rok 1984) został wydany w 1985 w nakładzie 3000 egzemplarzy pod egidą Rady Naczelnej Zrzeszenia Studentów Polskich. Na kolejny numer, wydany już przez oficynę „Alma-Press”, trzeba było czekać przeszło rok, do połowy 1986 r., za to ukazał się w zwiększonym nakładzie, 5000 egz. W przeciągu następnych sześciu miesięcy redakcji udało się wydać siedem numerów „Feniksa”, trzy z datą 1985 (w tym jeden podwójny) i cztery z datą 1986.

## Skład redakcji
- Maciej Makowski – redaktor naczelny
- Krzysztof Szolginia – sekretarz redakcji (nr 1, 6-8), zastępca redaktora naczelnego (nr 9)
- Maciej Kucharski - sekretarz redakcji (nr 2-5)
- Sławomir Pikuła – zastępca redaktora naczelnego
- Krzysztof Sokołowski – dział prozy obcej
- Andrzej Szatkowski – dział prozy polskiej
- Paweł Ziemkiewicz – dział prozy polskiej
- Rafał A. Ziemkiewicz – dział prozy polskiej

W 1990 zaczął ukazywać się „Fenix” będący kontynuacją „Feniksa”.